# أبيجيل
أبيجيل (بالإنجليزية: Abigail)‏ هي ممثلة بريطانية، ولدت في 23 يوليو 1946 بلندن في المملكة المتحدة.

## وصلات خارجية
- أبيجيل على موقع IMDb (الإنجليزية)
- أبيجيل على موقع ميوزك برينز (الإنجليزية)
- أبيجيل على موقع ديسكوغز (الإنجليزية)
- أبيجيل على موقع قاعدة بيانات الفيلم (الإنجليزية)